# ۹۶۲ (میلادی)
۹۶۲ (میلادی) نهصد و شصت و دومین سال تقویم میلادی است.

## درگذشتگان
‎